# Cespitularia taeniata
Cespitularia taeniata is een zachte koraalsoort uit de familie Xeniidae. De koraalsoort komt uit het geslacht Cespitularia. Cespitularia taeniata werd in 1899 voor het eerst wetenschappelijk beschreven door May. 